# Llanura danubiana (Bulgaria)
La  Llanura danubiana  (en búlgaro: Дунавска равнина Dunavska ravnina) constituye la parte septentrional de Bulgaria, situada al norte de los montes Balcanes y al sur del Danubio. Limita as oeste con el río Timok y al este con el mar Negro. La llanura cubre un área de 31.523 km². Mide unos 500 km de longitud y 120 km de ancho.
El relieve de la Llanura danubiana es montañoso, con numerosos valles, mesetas y ríos. El clima es de una temperatura marcadamente continental, con una débil influencia del Mar Negro en el este. Las precipitaciones son en promedio de 450 a 650 mm al año. Los ríos más importantes son el Danubio, el Ìskar, el Yantra, el Osam, el Vit, el Rusenski Lom, el Ogosta y el Lom.

## Galería

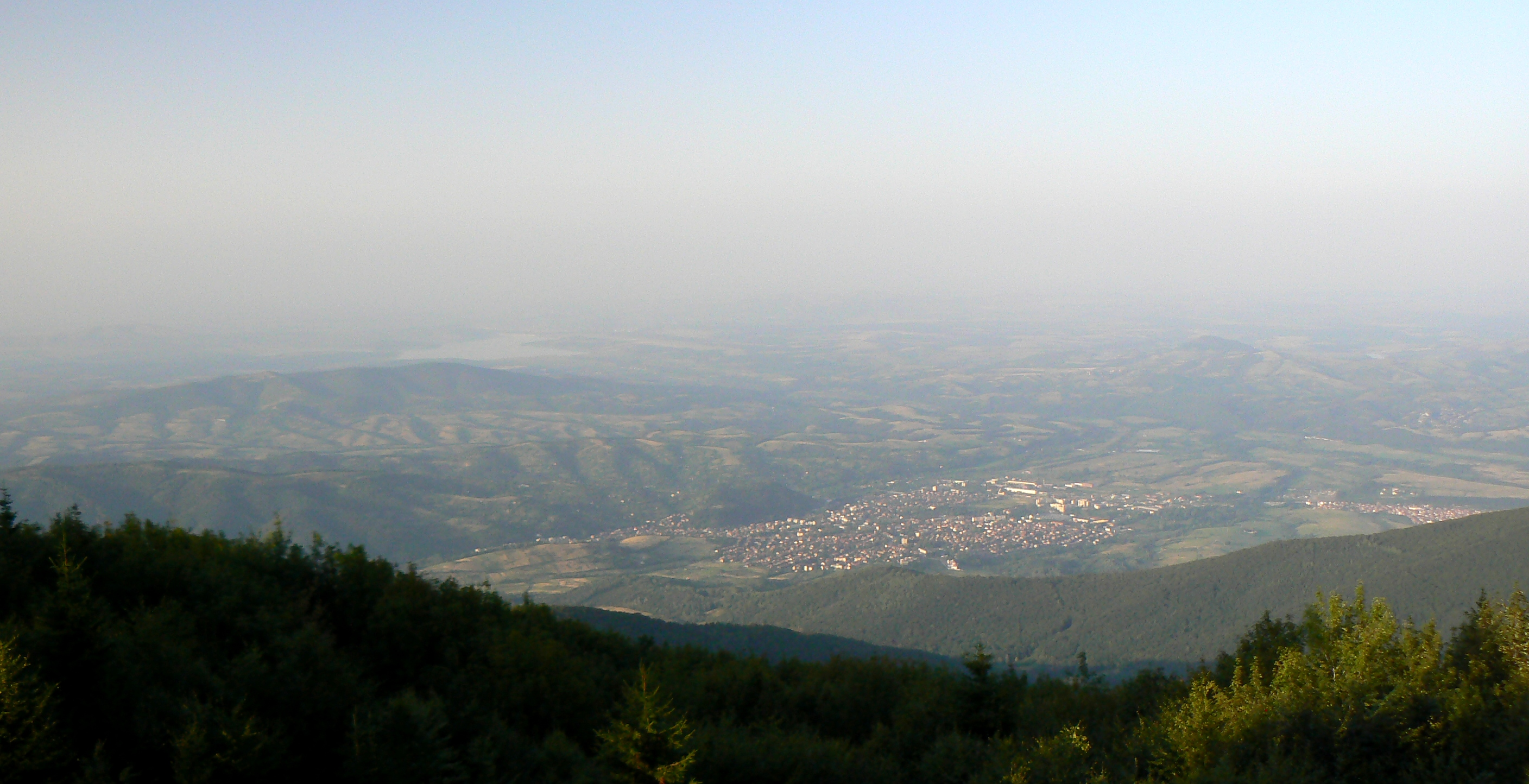
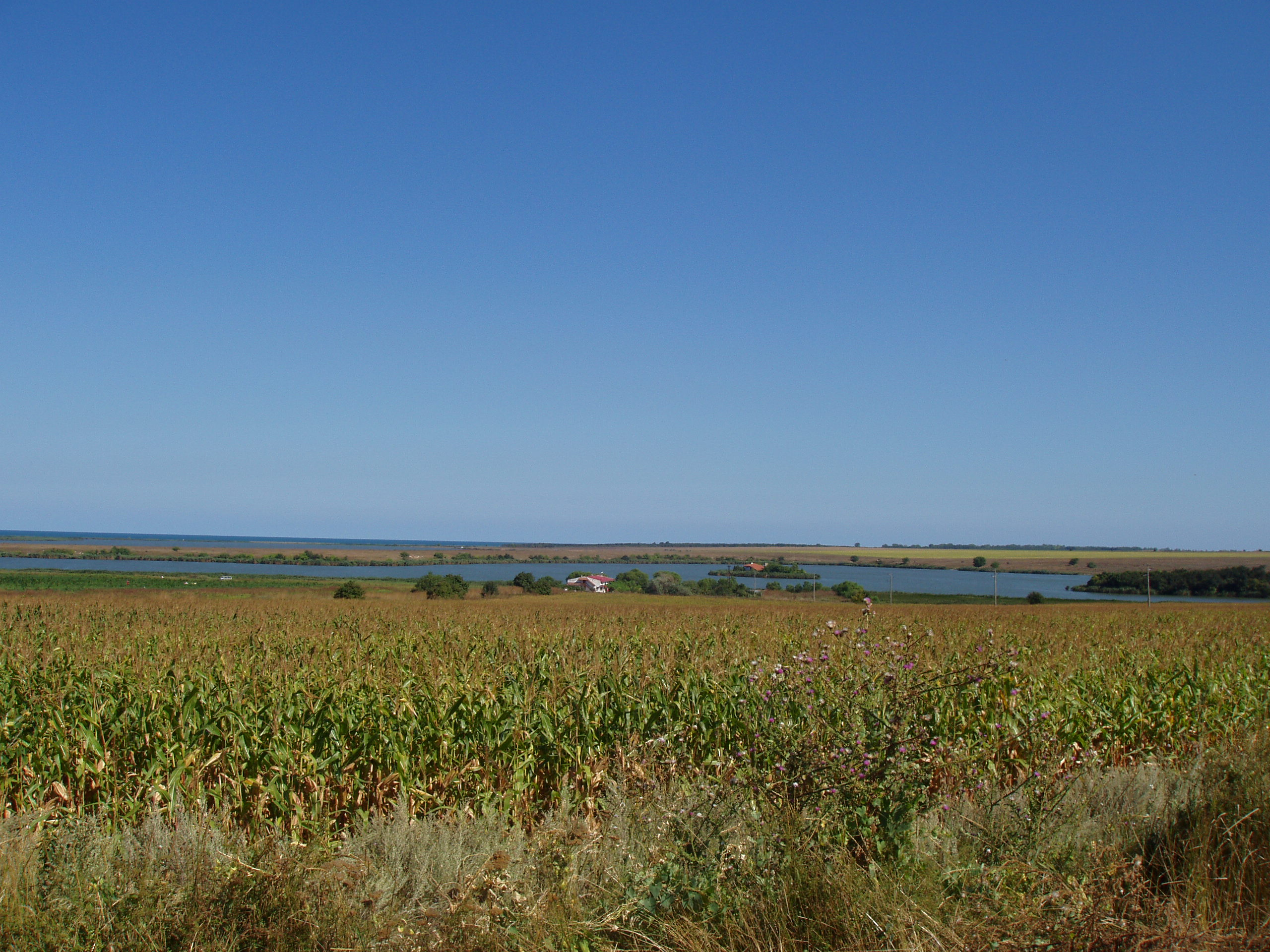